# Flabellina insolita
Flabellina insolita é uma espécie de molusco pertencente à família Flabellinidae.
A autoridade científica da espécie é Garcia-Gomez & Cervera, tendo sido descrita no ano de 1989.
Trata-se de uma espécie presente no território português, incluindo a zona económica exclusiva.